# Daniel Ellsberg
Daniel Ellsberg, né le 7 avril 1931 à Chicago (Illinois) et mort le 16 juin 2023 à Kensington (Californie), est un analyste (fonctionnaire) américain employé par la RAND Corporation, qui a provoqué une controverse politique nationale quand il a fourni en 1971 au New York Times les Pentagon Papers, 7 000 pages de documentation top-secrète appartenant au Pentagone et concernant le processus décisionnel du gouvernement pendant la guerre du Viêt Nam. Il a reçu le prix Nobel alternatif en 2006. Il est considéré comme le premier lanceur d'alerte.

## Biographie
Daniel Ellsberg obtient un doctorat d'économie à l'université Harvard, où ses recherches le conduisent à formuler ce que l'on a appelé le paradoxe d’Ellsberg, qui est à l’origine du concept d’ambiguïté en théorie de la décision.

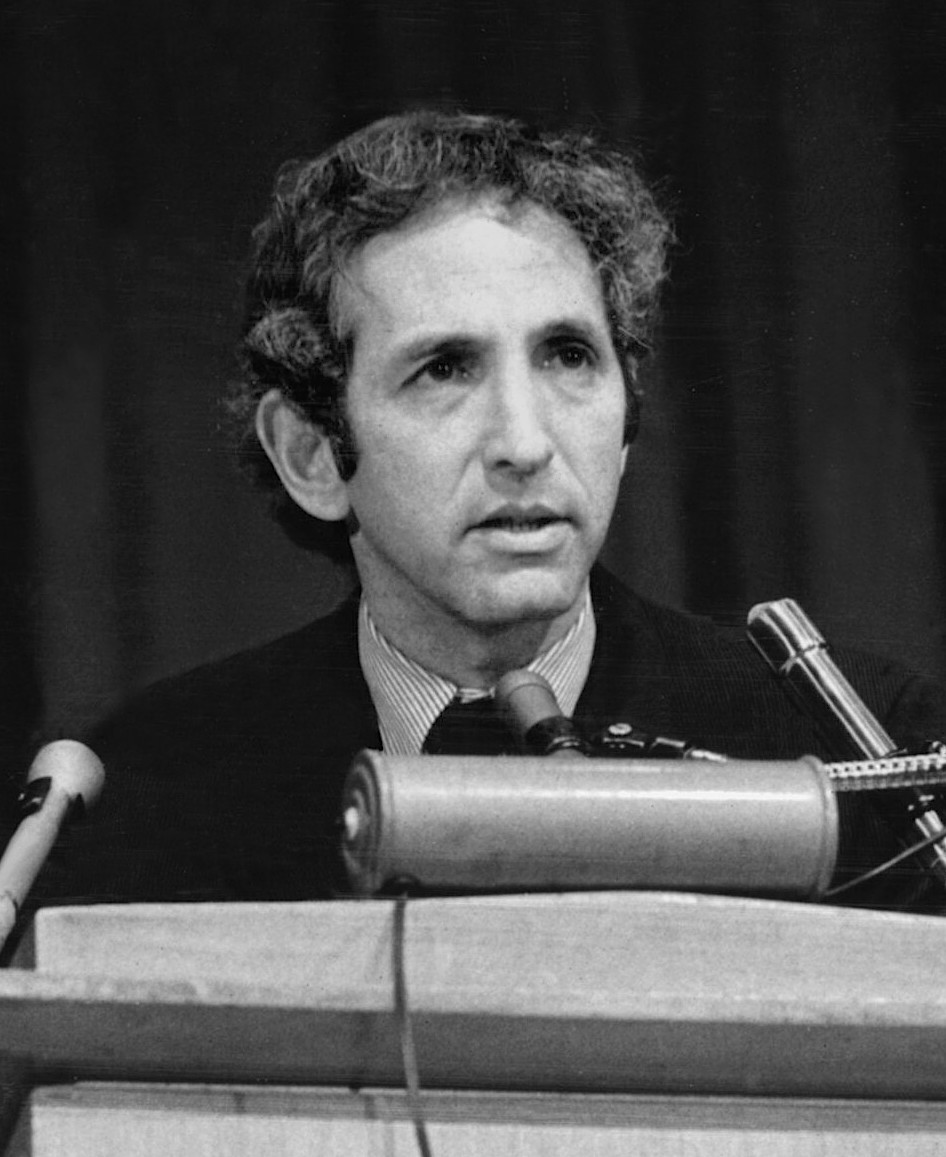
Daniel Ellsberg lors d'une conférence de presse à New York en 1972.

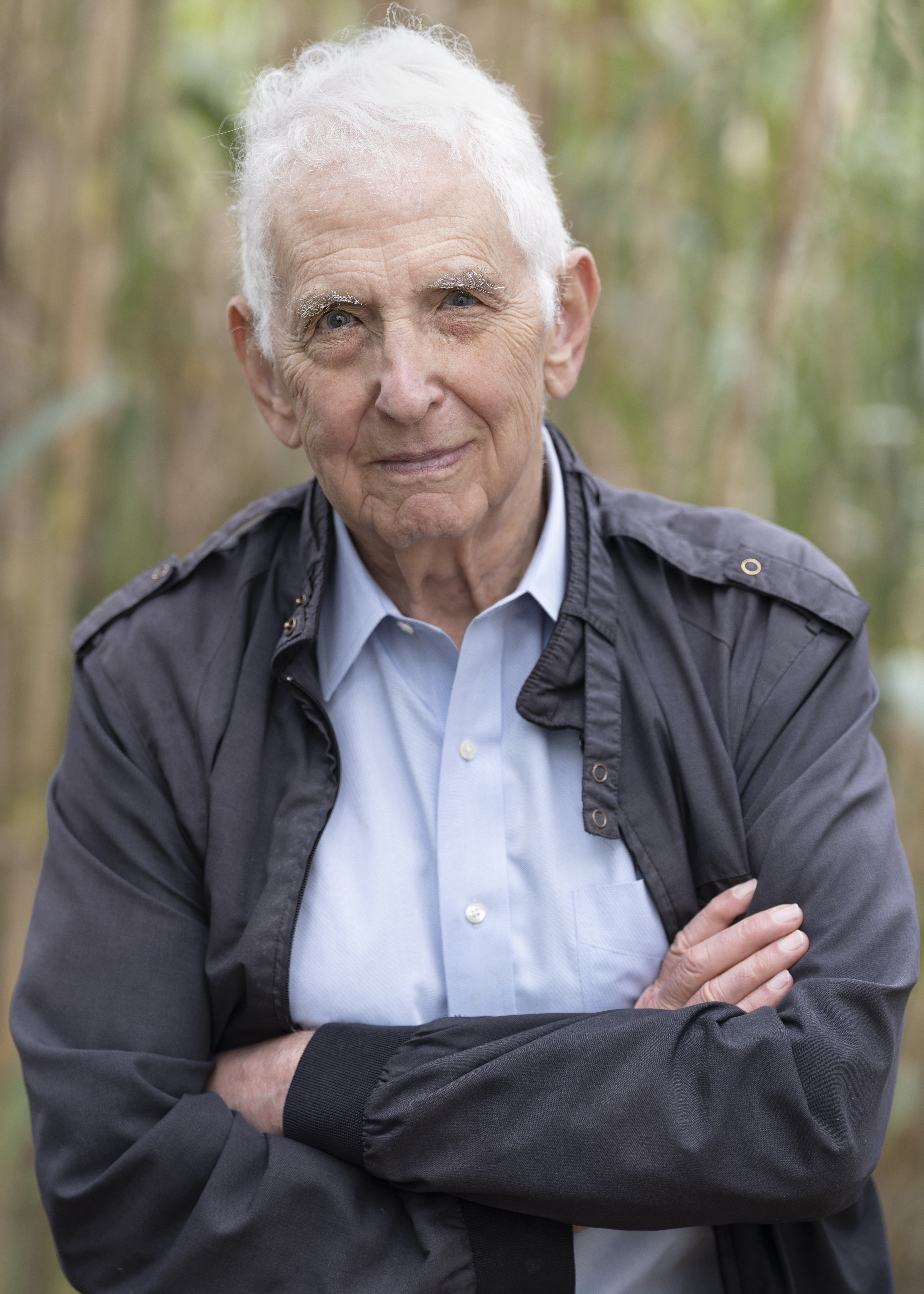
Daniel Ellsberg en 2020.

Il s'est rendu célèbre auprès du grand public en juin 1971 en fournissant au New York Times puis au Washington Post des extraits d'un rapport gouvernemental secret sur la guerre du Viêt Nam connu sous le nom de Pentagon Papers. Cela lui a valu d'être poursuivi pour vol, conspiration et espionnage. Afin de récupérer son dossier médical, le cabinet de son psychiatre fut cambriolé en septembre 1971 par l'ancien agent de la CIA Howard Hunt et Gordon Liddy, travaillant pour des conseillers de la Maison-Blanche. Cet épisode fut révélé en 1973 lors des auditions devant la Commission sénatoriale sur le Watergate, et les charges contre Ellsberg furent abandonnées. Plus récemment, il a pris position contre la guerre en Irak et pour soutenir le site WikiLeaks. Daniel Ellsberg est également favorable à une nouvelle enquête indépendante sur les attentats du 11 septembre 2001.
Le 17 décembre 2012, Daniel Ellsberg fonde, avec notamment John Perry Barlow, la Freedom of the Press Foundation, une association de soutien et de financement d'actions d'intérêt public axées sur la liberté d'expression et la liberté de la presse,. Cette organisation a ainsi levé des fonds pour retranscrire l'intégralité du procès de Chelsea Manning, la soldate américaine accusée d'avoir transmis 250 000 câbles diplomatiques américains et 500 000 rapports de l'armée américaine concernant la seconde guerre de l'histoire contemporaine de l'Afghanistan et de la guerre d'Irak à WikiLeaks ; l'armée américaine ayant refusé de publier les transcriptions.
Le 10 juin 2013, Daniel Ellsberg publie, dans les colonnes du quotidien britannique The Guardian, une tribune titrée « Edward Snowden: saving us from the United Stasi of America », traduite en français et reprise, le 26 juin 2013, sous le titre « Aux États-Unis, une cybersurveillance digne d'un État policier », dans les colonnes du quotidien français Le Monde, dans laquelle il estime légitime l'action menée par le lanceur d'alerte Edward Snowden et indique que les programmes de surveillance de la NSA constitueraient, selon ses vues, une « activité dangereuse et anticonstitutionnelle », et où il conclut que « cette invasion massive de la sphère privée des Américains et des citoyens étrangers ne [contribuerait] en rien à notre sécurité » et « [mettrait] en danger les libertés mêmes que nous tentons de protéger ».

## Distinctions
- Prix Gandhi pour la paix (1976)
- Prix international du lanceur d'alerte (2003)
- American Book Awards (2003)
- Norwin S. Yoffie Career Achievement Award (2004)
- Right Livelihood Award (2006)
- Prix Olof-Palme (2018)

Daniel Ellsberg est récipiendaire du prix Nobel alternatif en 2006, « pour avoir placé la paix et la vérité en premier, au mépris de risques personnels considérables, et avoir consacré sa vie à inspirer les autres à suivre son exemple ».

## Publications
- (en-US) The Theory and Practice of Blackmail, Rand Corporation, Santa Monica, 1968, 38 p. (LCCN 78243130).
- (en-US) Papers on the War, éditions Simon & Schuster, New York, 1972, 309 p.  (ISBN 0-671-21185-4), (LCCN 72081350).
- (en-US) Risk, Ambiguity and Decision, Garland Publishing, New York, 2001, LIII + 281 p.  (ISBN 0-8153-4022-2), (LCCN 2002016874).
- (en-US) Secrets: A Memoir of Vietnam and the Pentagon Papers, Viking Press, New York, 2002, X + 498 p.  (ISBN 0-670-03030-9), (LCCN 2002016874).
- (en) The Doomsday Machine: Confessions of a Nuclear War Planner, Londres, Bloomsbury, 2019, 420 p.

### Filmographie
- 2009 : L'Homme qui a fait tomber Nixon, The Most Dangerous Man in America: Daniel Ellsberg and the Pentagon Papers, documentaire, Judith Ehrlich et Rick Goldsmith, avec John Dean, Daniel Ellsberg, Patricia Ellsberg, Max Frankel, Egil « Bud » Krogh, Tony Russo, Hedrick Smith…, États-Unis (documentaire diffusé sur Arte le 21 avril 2010, rediffusé sur Arte +7 jusqu'au 28 avril 2010).
- 2017 : Pentagon Papers de Steven Spielberg : rôle joué par Matthew Rhys